# Cladonia bacilliformis
Cladonia bacilliformis (Nyl.) Glück (1899), è una specie di lichene appartenente al genere Cladonia,  dell'ordine Lecanorales.
Il nome proprio deriva dal latino bacillum, che significa bastoncino, verga,  e formis, cioè simile a, della forma di, ad indicare la forma degli apoteci.

## Caratteristiche fisiche
Lichene piccolo e raro, di colore giallo, punteggiato.
All'esame cromatografico sono state rilevate tracce di acido usnico, acido barbatico, e acido rodocladonico.
Il fotobionte è principalmente un'alga verde delle Trentepohlia.

## Habitat
Si sviluppa su ceppi marcescenti e carbonizzati e su ceppaie.

## Località di ritrovamento
La specie è stata rinvenuta nelle seguenti località:
- USA (Michigan, Alaska, Colorado);
- Canada (Columbia Britannica, Ontario, William A. Switzer Provincial Park, nell'Alberta, Quebec);
- Russia (Oblast di Tomsk);
- Cina (Xizang, Tibet);
- Argentina, Austria, Cile, Corea del Nord, Corea del Sud, Estonia, Finlandia, Groenlandia, Lituania, Mongolia, Norvegia, Polonia, Romania, Spagna, Svezia, Ungheria.

## Tassonomia
Questa specie dalla maggior parte dei lichenologi è attribuita alla sezione Cocciferae; alcuni autori Stenroos, Ahti, Huovinen et al. sono propensi a far rientrare questa specie nella sezione Ochroleucae, insieme a C. laii, C. carneola, C. elixii e C. botrytes; a tutto il 2008 sono state identificate le seguenti forme, sottospecie e varietà:
- Cladonia bacilliformis f. bacilliformis (Nyl.) Glück (1899).
- Cladonia bacilliformis f. subcrustacea Räsänen (1939).